# Voie réservée
 (août 2012).

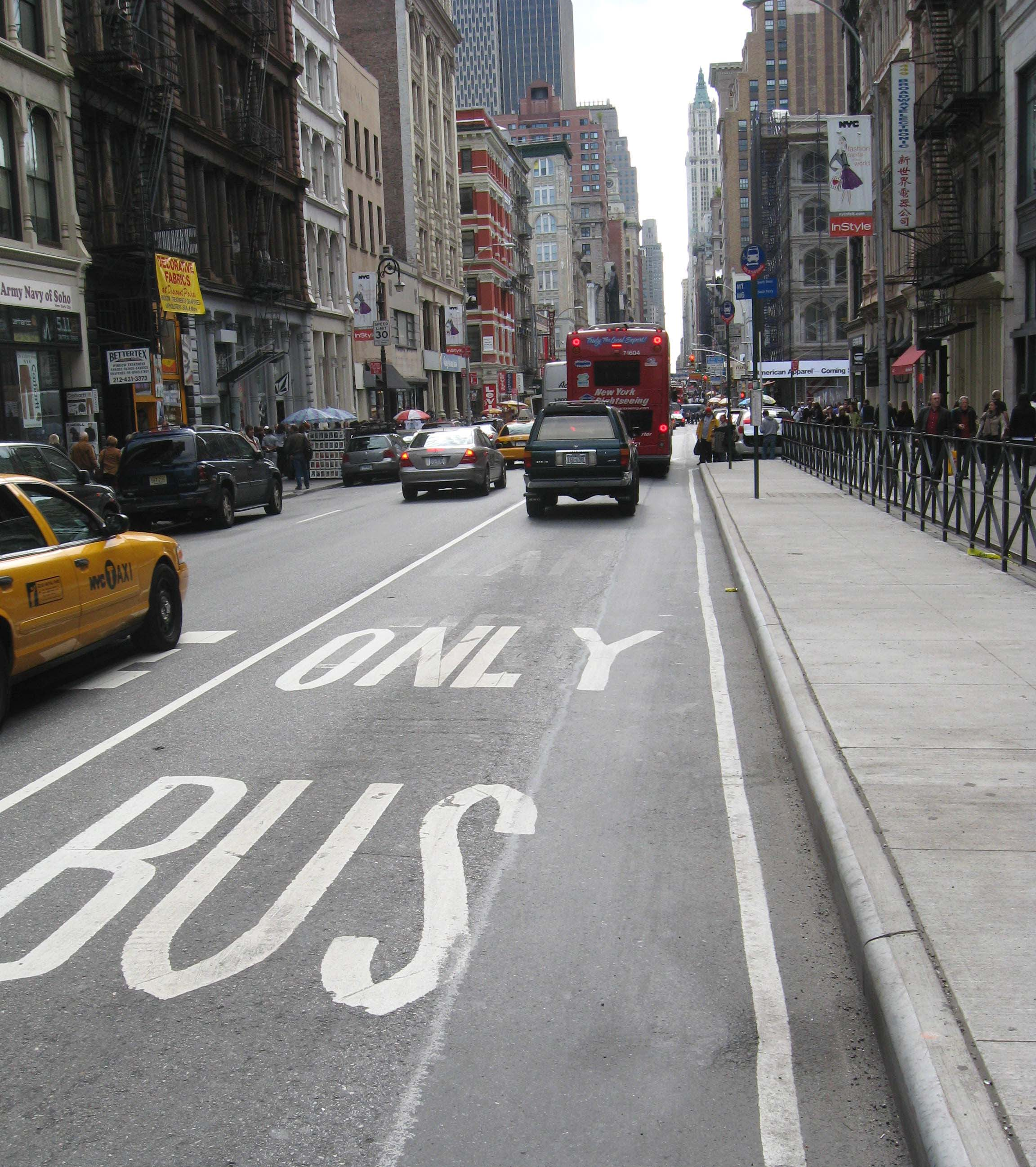
Souvent, en l'absence de barrières ou mur, un marquage au sol (ou une couleur différente d'enrobé) désigne la voie réservée, ici à Broadway (États-Unis)

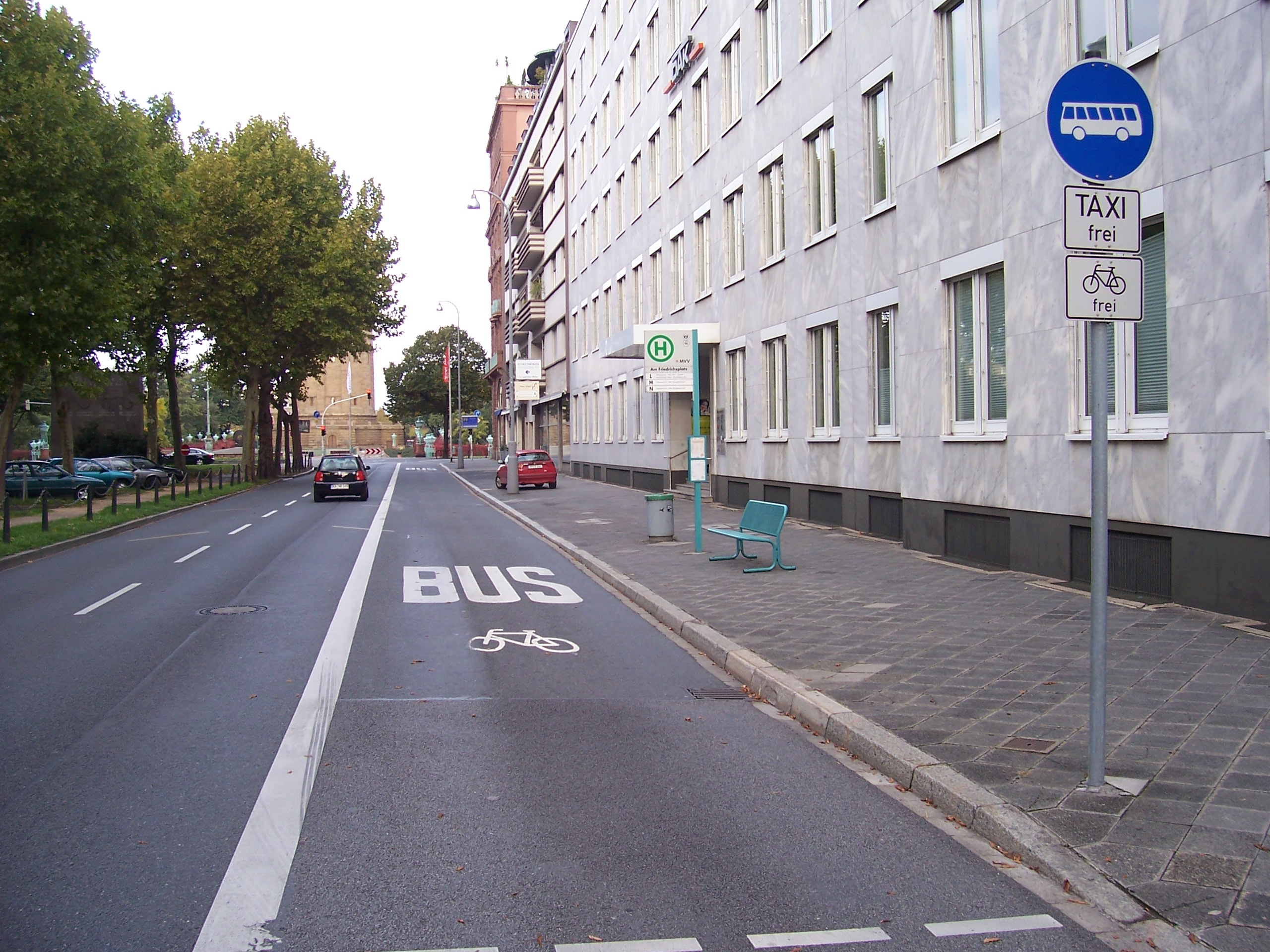
Couloir réservé aux bus, ainsi qu'aux taxis et aux vélos, Mannheim (Allemagne).

Une voie réservée est une infrastructure réservée à un mode de transport et lui assurant, grâce à une séparation physique, une circulation indépendante de celle de tout autre mode, collectif ou individuel.
- Voie réservée aux piétons : trottoir, zone piétonne et rue piétonne.
- Voie réservée aux cyclistes : piste cyclable, véloroute.
- Voie réservée aux bus et autocars : couloir de bus, site propre, transport en commun en site propre (TCSP), autobus guidé ou bus à haut niveau de service.
- Voie réservée aux déplacements non motorisés voie verte, réseau RAVeL.
- Voies réservées aux véhicules à occupation multiple (VOM).
- Voie réservée aux véhicules roulant à plus de 50 km/h : autoroute.
- Voie réservée aux trains : voie ferrée

On peut distinguer les voies réservées intégrales (métro) et partielles (tramway, autobus et trolleybus dont la voie est en majeure partie implantée hors des emprises des chaussées, mais coupant la voie publique aux carrefours). On peut distinguer la voie réservée du site protégé (couloir réservé aux autobus) et du site banalisé (voie publique).

## Dans l'UE
Dans l'UE, la circulation sur une voie interdite avec un véhicule fait partie des infractions pouvant être échangées entre les pays membres dans le cadre de la Directive (UE) 2015/413 du Parlement européen et du Conseil du 11 mars 2015.

## Article de lois encadrant les voies réservées en France

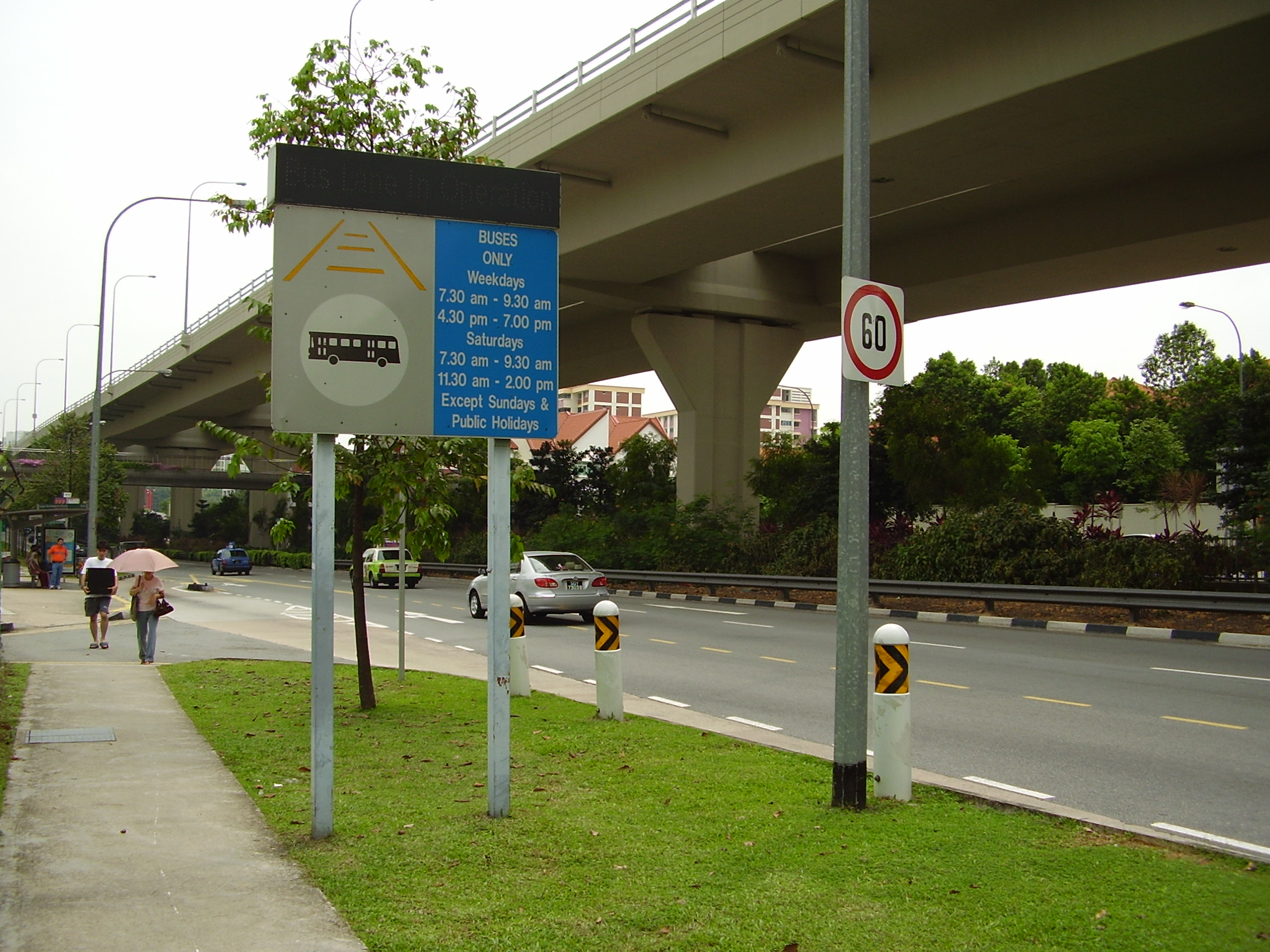
Ce panneau signale que la voie est réservée aux bus durant certains moments de la journée. Des lumières s'allument lorsque c'est le cas.

C'est le Code de la route (Pouvoirs de police de la circulation - Article L411-1) qui organise la circulation sur voies réservées en se référant au Code général des collectivités territoriales dans les articles ci-dessous :

### Art. L. 2213-2.
Le maire peut, par arrêté motivé, eu égard aux nécessités de la circulation et de la protection de l'environnement :
1. Interdire à certaines heures l'accès de certaines voies de l'agglomération ou de certaines portions de voie ou réserver cet accès, à certaines heures, à diverses catégories d'usagers ou de véhicules ;
2. Réglementer l'arrêt et le stationnement des véhicules ou de certaines catégories d'entre eux, ainsi que la desserte des immeubles riverains ;
3. Réserver sur la voie publique ou dans tout autre lieu de stationnement ouvert au public des emplacements de stationnement aménagés aux véhicules arborant l'un ou l'autre des macarons grand invalide civil (GIC) ou grand invalide de guerre (GIG). »

### Art. L. 2213-3.
Le maire peut, par arrêté motivé :
1. Instituer, à titre permanent ou provisoire, pour les véhicules affectés à un service public et pour les besoins exclusifs de ce service, des stationnements réservés sur les voies publiques de l'agglomération ;
2. Réserver des emplacements sur ces mêmes voies pour faciliter la circulation et le stationnement des transports publics de voyageurs et des taxis. »

### Art. L. 2213-4.
Le maire peut, par arrêté motivé, interdire l'accès de certaines voies ou de certaines portions de voies ou de certains secteurs de la commune aux véhicules dont la circulation sur ces voies ou dans ces secteurs est de nature à compromettre soit la tranquillité publique, soit la qualité de l'air, soit la protection des espèces animales ou végétales, soit la protection des espaces naturels, des paysages ou des sites ou leur mise en valeur à des fins esthétiques, écologiques, agricoles, forestières ou touristiques.
Dans ces secteurs, le maire peut, en outre, par arrêté motivé, soumettre à des prescriptions particulières relatives aux conditions d'horaires et d'accès à certains lieux et aux niveaux sonores admissibles les activités s'exerçant sur la voie publique, à l'exception de celles qui relèvent d'une mission de service public. »

### Article R415-13
Aux intersections, lorsqu'une chaussée à plusieurs voies comporte une ou plusieurs voies ou bandes réservées à la circulation de certaines catégories de véhicules, les règles de priorité prévues au présent livre s'imposent à tous les conducteurs circulant sur cette chaussée ou l'abordant.

## Infrastructure routière

### Rapports avec les autres usagers de la route

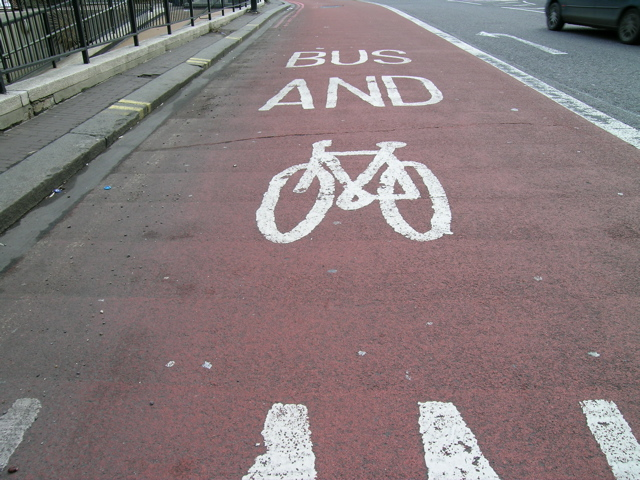
Un couloir réservé aux bus et aux vélos, à Londres.

De tout ceci, il résulterait, qu'un « site propre », pourrait-être réservé, dans l'espace ou dans le temps, selon les décisions des maires, par exemple :
- à des modes dits « doux », qu'on peut qualifier de « modes de locomotion non motorisés », comme la bicyclette, la marche, etc. ;
- à certains véhicules d'assistance, de secours ou de police : (ambulances, camions de pompiers, dépanneuses, véhicules de police)
- à des véhicules utilisés par un certain nombre de passagers (dans les pays qui ont décidé de favoriser le covoiturage comme le Canada et les États-Unis).
- à des véhicules de services et de livraison, taxis, etc.

## Espagne
Barcelone compte 212 kilomètres de voies de bus; Madrid 145, Valencia 90.

## Limites du dispositif

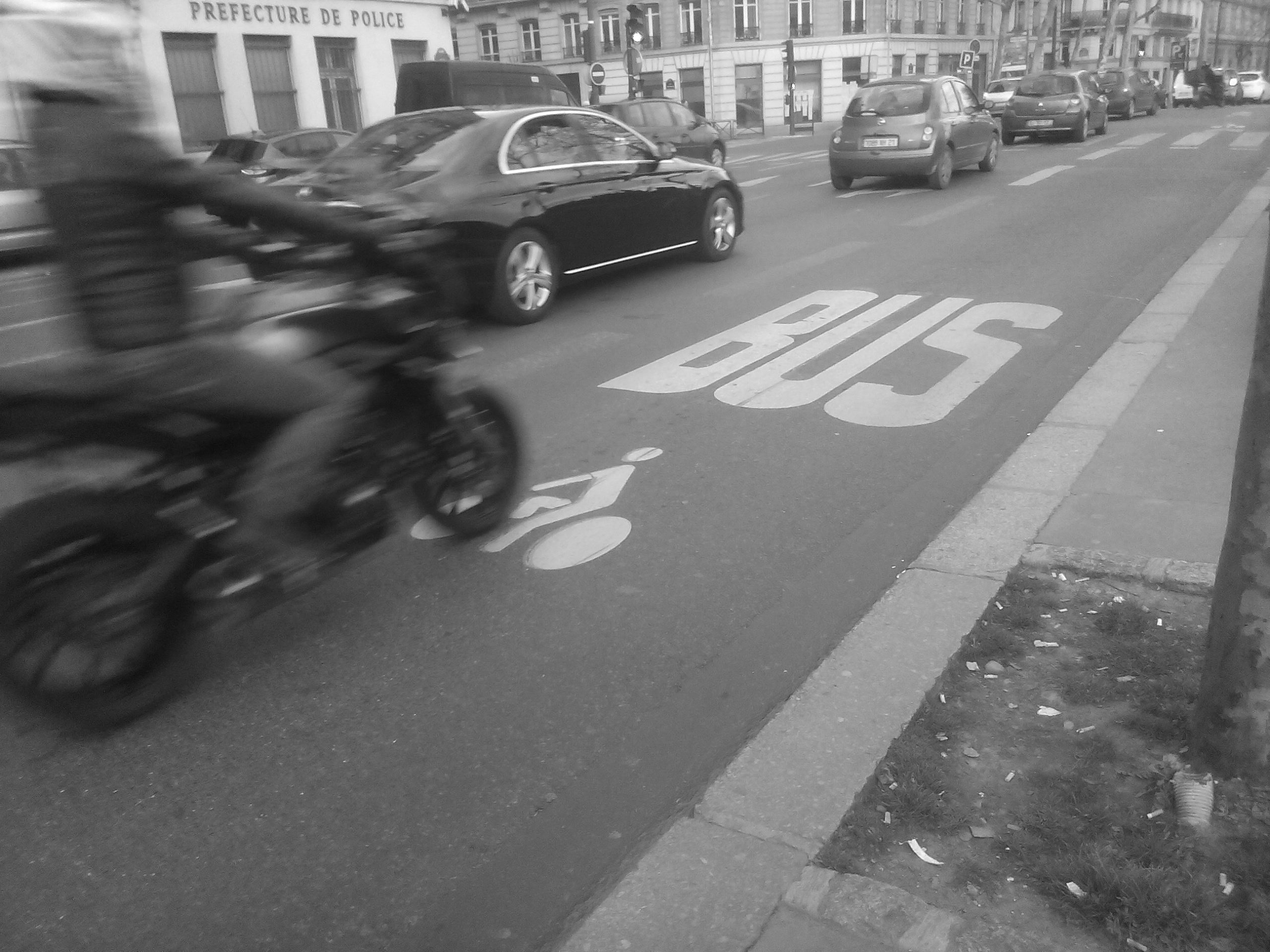
Voie de bus à Paris.

Une des limites tient à la capacité des autorités locales à faire respecter les aménagements décidés. Une solution envisagée à Paris par Christophe Najdovski, adjoint aux Transports, est d'embarquer des caméras dans les bus de lignes.